# Porosz Királyság
A Porosz Királyság (németül: Königreich Preußen) egy történelmi porosz államalakulat volt, ami 1701 és 1918 között állt fenn, és jelentette a német egyesítést követően 1871-ben kikiáltott Német Császárság vezető tagállamát egészen az 1918-as, első világháborút követő felbomlásáig. Ugyan a nevét a történeti porosz régióról kapta, ám székhelye és főbb elterülése a Brandenburgi őrgrófság területén volt, amivel a porosz állam 1618 óta alkotott perszonáluniót, Brandenburg–Poroszország néven. Fővárosa Berlin volt, államfőjét, a porosz királyt a Hohenzollern-ház tagjai adták.
A Porosz Királyság az egységes Német Birodalom (1871–1945) jogelődjének tekinthető, ezzel a mai Német Szövetségi Köztársaság elődállama. Poroszországot a Szövetséges Ellenőrző Bizottság 1947-ben végleg felszámolta, ám az első világháború után alakult Porosz Szabadállam (1918–1947) jelentős demokratikus erő volt a Weimári Németországon belül az 1932-es nacionalista puccsig. A Királyság 1815 és 1866 között a Német Szövetség, 1867 és 1871 között az Északnémet Szövetség, 1871-től pedig a Német Császárság vezető tagállama volt.

## Általános

### Poroszország nevének eredete
Poroszország neve egy balti nép nevéből ered. A porosz a Balti-tenger partvidékén élő balti nép volt, melyet az odatelepülő német lovagok, a Német Lovagrend megalapítói „germanizáltak”.
Poroszország névvel kezdetben csak a birodalmi határon kívül eső területeket illették, melyeket később Nyugat-, és Kelet-Poroszország néven illesztettek a német fennhatóság alatt álló területekbe. 1446 és 1772 között ezeken a területeken két államalakulat létezett: A Német Lovagrend és a Királyi Poroszország. Utóbbi a német hódításig lengyel fennhatóság alatt állott.
Csupán a 18. századtól kezdve hívták a Hohenzollern család uralma alatt lévő területeket egységesen Poroszországnak.

## Brandenburg
A 17. század elején Brandenburg kiterjedt fejedelemség volt, egy töredezett államalakulat Észak-Németország területén. Fővárosa az 1240-ben alapított Berlin volt. A fejedelemség nagyszámú kisvárosában sok kézműves élt, de az ország sem a 15., sem a 18. században nem volt iparilag fejlettnek mondható. A szomszédos Porosz Hercegséget a Német Lovagrend bukása után az eredetileg sváb származású, Brandenburgban jelentős befolyással bíró Hohenzollern-dinasztia uralta. 1618-ban azonban kihalt a Hohenzollern-család porosz ága, így Kelet-Poroszország egyesült Brandenburggal. Az 1648-as vesztfáliai béke értelmében megkapta Pomeránia területét és több kisebb tartományt is. A fejedelemség ügyesen a maga javára fordította a vallási üldözések miatti népmozgásokat. Frigyes Vilmos nagy számban telepített le az országban külföldieket, akik főleg Franciaországból és a katolikus fejedelemségekből érkeztek: hugenottákat, zsidókat, és protestánsokat. A képzett iparos bevándorlók nagy száma fellendítette a porosz ipart, megkezdődött a fejlődés. A bevándorlás a növekvő adóbevételek révén megerősítette a porosz államot.

## Poroszország felemelkedése
A spanyol örökösödési háborúban I. Lipót császár szorongatott helyzetbe került, amikor francia csapatok gyülekeztek az osztrák tartományok határánál. Ezt a helyzetet kihasználva, III. Frigyes brandenburgi választófejedelem (1688–1713) Ausztriának nyújtott segítsége fejében kialkudta, hogy az uralma alatt lévő területeken megalapítsa a Porosz Királyságot. 1701. január 18-án fejére tette a koronát és I. Frigyes néven Poroszország királyává kiáltotta ki magát. Ezzel az eseménnyel megkezdődött Poroszország felemelkedése helyi hatalomból európai hatalmi tényezővé.

### Területi gyarapodás

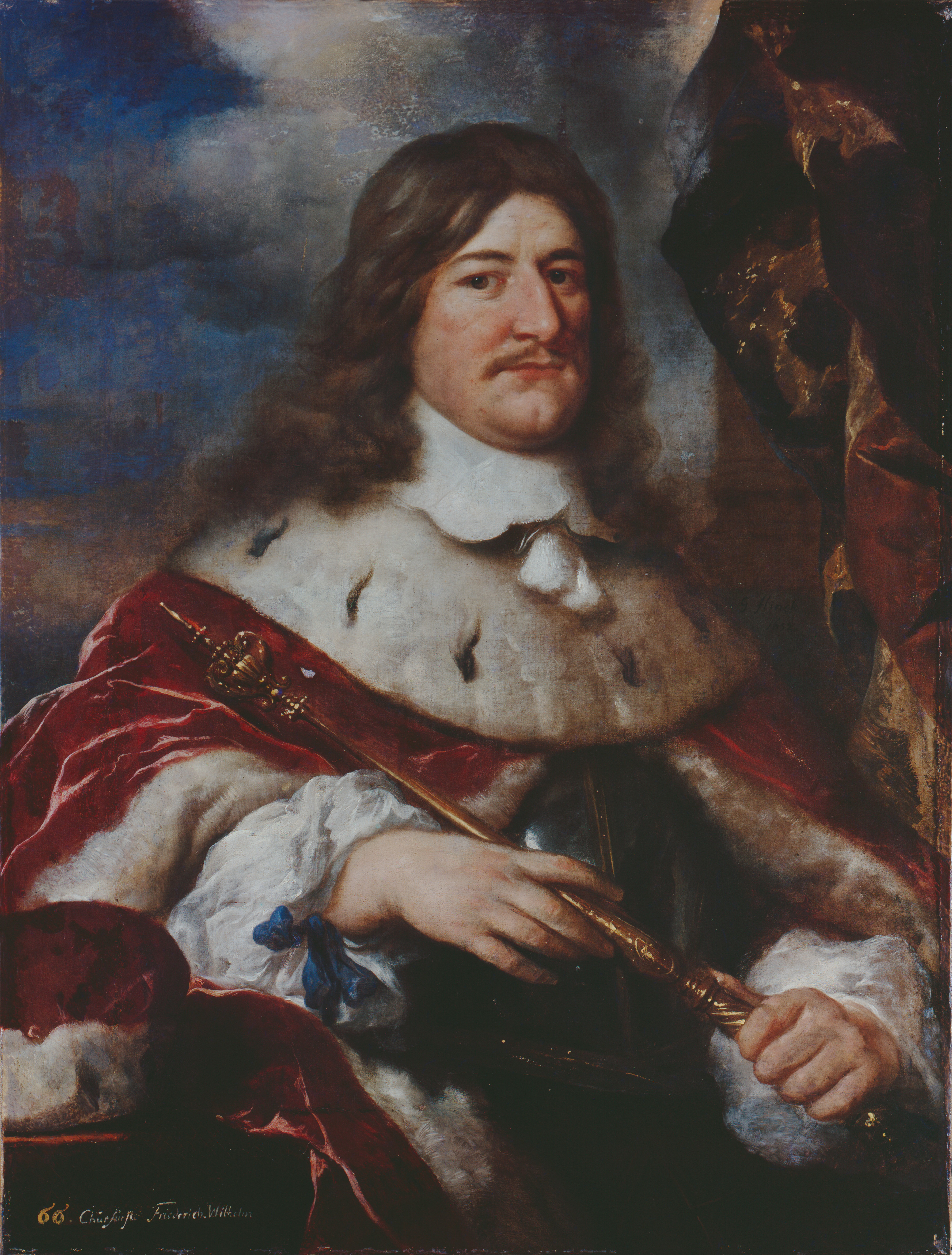
I. Frigyes Vilmos brandenburgi választófejedelem, a Nagy Választó

Az első uralkodó alatt a Porosz Királyság viszonylag szerény méretű területekkel gyarapodott. I. Frigyes az Orániai-házból való édesanyjától örökölte a Lingeni Grófságot Vesztfália tartományban, melyet összekapcsoltak Tecklenburggal. Uralkodása alatt I. Frigyest a Svájc nyugati részében található Neuenburg-ban is fejedelemmé választották, és a mindenkori porosz királyok meg is tartották ezt a címet 1848-ig, egy rövid időszak kivételével a napóleoni háborúk alatt.
I. Frigyes Vilmos porosz király (1713–1740), a „katonakirály”, uralkodása alatt a Porosz Királyság területe jelentősen gyarapodott. Frigyes Vilmos az ún. „északi háború” során megszállta Elő-Pomerániát, mely tettét azzal magyarázta, hogy a Svédországgal harcban álló oroszok ellen akarta megvédeni a területet. A megszállás XII. Károly svéd királynak sem tetszett, így Poroszország hamarosan a svédellenes szövetségben találta magát.
Az északi háborút lezáró stockholmi békében Svédország a Porosz Királyságnak átadta Szczecin (Stettin) városát, és Elő-Pomeránia keleti területeit egészen a Peene folyóig.
A spanyol örökösödési háborút lezáró 1713-as utrechti béke rendelkezése értelmében Poroszország megkapta a Gelderni Hercegség egy részét.
A Porosz Királyság igazán jelentős területi gyarapodása Nagy Frigyes (1740–1786) uralkodása alatt ment végbe. Frigyes király uralkodását Szilézia megszerzésével kezdte, melyet az Ausztria ellen vívott háborúban szerzett meg. A háborús győzelem eredményeként megkapta Mária Teréziától Glatz Grófságot is. Egy későbbi háborúban Frigyes megvédte ezeket a szerzeményeket.
1744-ben Nagy Frigyes király megszállta Kelet-Frízföldet is, melyet egy korábbi béke a hollandoknak ítélt, utóbbiak azonban nem kívánták a területet országukhoz csatolni.
A Porosz Királyság keleti terjeszkedésére Lengyelország három felosztása során került sor. 1772-ben, az első felosztás során szerzett területekkel kialakult a szárazföldi kapocs a korábbi Brandenburg és Kelet-Poroszország között.
A terjeszkedést II. Frigyes Vilmos (1786–1797) folytatta, akire öröklés révén frank területek szálltak. Ennek során 1791-ben porosz uralom alá kerültek Ansbach és Bayreuth hercegségei, azonban a területeket 1806-ban át kellett adni Bajorországnak.
1793-ban, Lengyelország második felosztása során Poroszország hatalmas területekkel gyarapodott keleti irányba. A királysághoz került Nagy-Lengyelország tartomány Poznań, Kalisz és Łódź városokkal.
1795-ben, Lengyelország harmadik felosztása során porosz kézbe került Mazóvia Varsóval, valamint Białystok. Ezeket a tartományokat Új-Kelet-Poroszország (Neuostpreußen) néven szervezték meg.
1815-ben, a bécsi kongresszus értelmében a Lengyelország felosztása során szerzett területekből mindössze Nyugat-Poroszország maradt meg Danziggal.

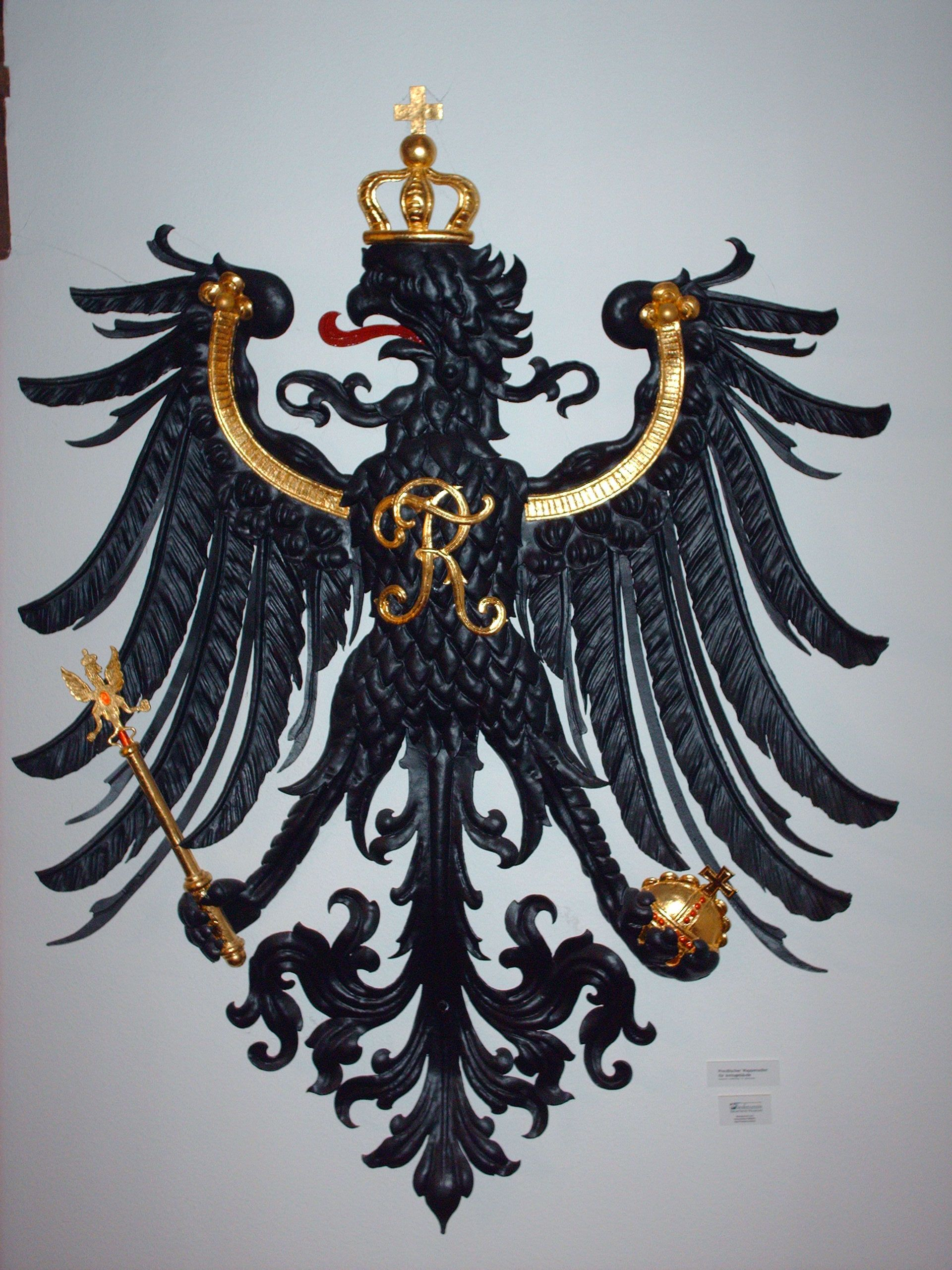
A Porosz Királyság kiscímere (1815).

Az 1803-ban elfogadott birodalmi döntés, az ún. Reichsdeputationshauptschluß értelmében számos enklávé területet és kisebb hercegséget Poroszországhoz csatoltak. III. Frigyes Vilmos (1797–1840) uralkodása alatt ennek során kerültek porosz kézbe az észak-németországi egyházi birtokok, valamint Erfurt, Eichsfeld, Hildesheim, Paderborn, Münster egyes részei, Quedlinburg, Essen, valamint a következő városok: Mühlhausen, Nordhausen és Goslar.

A Porosz Királyság hadilobogója (1816).

A bécsi kongresszus döntései értelmében Elő-Pomeránia nyugati része, Rügen sziget, valamint a Szász Királyság egy nagyobb darabja szintén porosz kézbe került.
További területi döntések alapján Nassau és Hessen-Darmstadt átadta a Porosz Királyságnak töredezett területeit északon, így létrejöhetett Poroszország területén az egységes Rajnavidék (Rheinland).
Franciaország a napóleoni háborúk lezáródása után átadni kényszerült Saarbrücken és Saarlouis városait a hozzájuk tartozó területekkel.
Az egykori Gelderni hercegségnek a Maas folyótól minden nyugatra fekvő része, a Maas folyótól keletre egy keskeny sáv és az exklávék és Eltentől nyugatra és északra fekvő határmenti területek (Huissen (klevei nyelvjárás: Hüüsse), Malburgen (Malburg), Zevenaar (Sevenaer), Lobith és Wehl (Weel)), valamint a Waaltól délre fekvő Kekerdom és Leuth (Loeth) véglegesen Hollandiához került.
Egyúttal azonban Poroszországhoz is kerültek holland területek: Schenkenschanz (Schenkenschans) exklávé és Borghees, Speelberg, Leegmeer és a Klein-Netterden községek, amelyek ma Emmerich am Rhein-hez (Emmerik aan de Rijn) tartozó kerületek.
IV. Frigyes Vilmos alatt (1840–1858) a német délnyugaton, Svábországtól délre található Hohenzollern tartomány is Poroszország részévé vált egy államközi szerződés értelmében.
I. Vilmos királysága alatt (1861–1888) zajlott a dán–német háború, melynek során Poroszország megszerezte Schleswig és Lauenburg tartományokat. A háborúba Ausztria is belekeveredett a dánok oldalán, a poroszok azonban győzelmet arattak a Habsburgot felett, így megszerezték Holstein tartományt is. Az osztrákokkal szembeni büntetésként I. Vilmos király beolvasztotta államába a Hannoveri Választófejedelemséget, a Hesseni Hercegséget, Nassaut, Frankfurt am Main szabad várost, valamint a Hesseni Nagyhercegség jelentős területeit.
I. Vilmos uralkodásának legjelentősebb motívuma a német egység megvalósítása porosz vezetéssel.
II. Vilmos (1888–1918) immáron császársága alatt egy 1890-ben Nagy-Britanniával kötött nemzetközi szerződés során Poroszországhoz kerültek a Helgoland szigetek. Poroszország cserébe lemondott Zanzibár gyarmatáról.

#### A területi gyarapodás számszerű illusztrációja
Jól illusztrálja Poroszország területi gyarapodását, hogy míg 1440-ben, a brandenburgi választófejedelem 29 478 km² felett uralkodott, addig Vilmos császár 348 437 km² felett gyakorolt hatalmat.

Poroszország a bécsi kongresszus (1815) után
Poroszország a porosz–francia  háború után (1871)
Poroszország az első világháború után (1919)

### Poroszország az I. világháborús vereség után

A Porosz Szabadállam zászlaja

A Porosz Királyság a háborús vereség után köztársasággá alakult, hivatalos elnevezése Porosz Szabadállam (Freistaat Preußen, 1918–1947) lett. Egy 1929-es népszavazás értelmében Waldeck és Pyrmont államok csatlakoztak Poroszországhoz.
Poroszország utolsó miniszterelnöke a bajor származású Hermann Göring volt, aki azonban hiába próbált Hitlernél különleges pozíciót kialkudni[forrás?] a legnagyobb német állam számára. Hitler hatalomra jutása után a birodalom szövetségi jellegét hamarosan felszámolták, majd a közigazgatás területi rendszerét is átalakították, megszüntetve az egyes német államokat, így Poroszországot is. Az új felosztás egységeinek elnevezése Gau volt, Poroszország helyén többet is kialakítottak, de határaik a német államok korábbi egymás közötti határaira sem voltak tekintettel.
Németországnak a második világháború utáni, a megszálló szövetséges hatalmak által irányított területi újrarendezése szintén csak nagy vonalakban vette figyelembe a történelmi német államok határait, Poroszországot pedig a Szövetséges Ellenőrző Bizottság döntése feloszlatta. A 18 új német tartomány (állam) szinte mindegyike kapott belőle kisebb-nagyobb részt, ahogy Németország új keleti határán túl Lengyelország és a Szovjetunió is.

## A porosz állam megszűnése
A második világháború után a Szövetséges Ellenőrző Bizottság 1947. február 25-i 46-os számú döntése kimondta a porosz állam megszűnését.

### A határozat szövege
A porosz állam megszűnéséről
A porosz állam, mely a militarizmus és német reakcionizmus mindenkori hordozója, ezúton megszűnik. A népek békéjének és biztonságának fenntartását szem előtt tartva, valamint azzal a szándékkal, hogy a politikai életet Németországban ismét demokratikus alapokra helyezzük, a Szövetséges Ellenőrző Bizottság a következő határozatot hozza:
I. Cikkely
A porosz állam központi kormányával és alárendelt hatóságaival ezúton megszűnik.

## Porosz királyok listája
A Porosz Királyság királyai:
- I. Frigyes, 1688–1713 (1701-től a királyi cím viselője)
- I. Frigyes Vilmos, 1713–1740
- II. "Nagy" Frigyes, 1740–1786
- II. Frigyes Vilmos, 1786–1797
- III. Frigyes Vilmos, 1797–1840
- IV. Frigyes Vilmos, 1840–1858
- I. Vilmos, 1858-1888
- III. Frigyes, 1888
- II. Vilmos, 1888–1918

Poroszország uralkodóinak teljes listájáról lásd a Poroszország és Brandenburg uralkodóinak listája c. szócikket.

## Népesség
Poroszország népességi és területi fejlődése az 1640 és 1939 közötti időszakban erősen növekvő tendenciát mutat.
| Év   | Népesség (millió fő) | Terület (km²) |
| ---- | -------------------- | ------------- |
| 1640 | ~1                   | 79 500        |
| 1688 | 1,4                  | 112 660       |
| 1713 | 1,6                  | 114 000       |
| 1740 | 2,4                  | 119 000       |
| 1786 | 5,4                  | 195 000       |
| 1806 | 8,7                  | 300 000       |
| 1807 | 4,94                 | 158 000       |
| 1816 | 10,3                 | 280 000       |
| 1840 | 15                   | 280 000       |
| 1861 | 18,5                 | 280 000       |
| 1871 | 24,6                 | 348 780       |
| 1880 | 27                   | 348 780       |
| 1910 | 40,16                | 348 780       |
| 1939 | 42                   | 297 000       |

A 17. és 18. század folyamán végbement erős népességnövekedés a területszerzésnek tudható be.